# サン・リュイス
サン・リュイス（カタルーニャ語: Sant Lluís）は、スペイン・バレアレス諸島州のムニシピオ（基礎自治体）。バレアレス諸島のメノルカ島東部に位置する。スペイン語表記はSan Luis（サン・ルイス）だが、カタルーニャ語表記が正式名称である。

## 地理

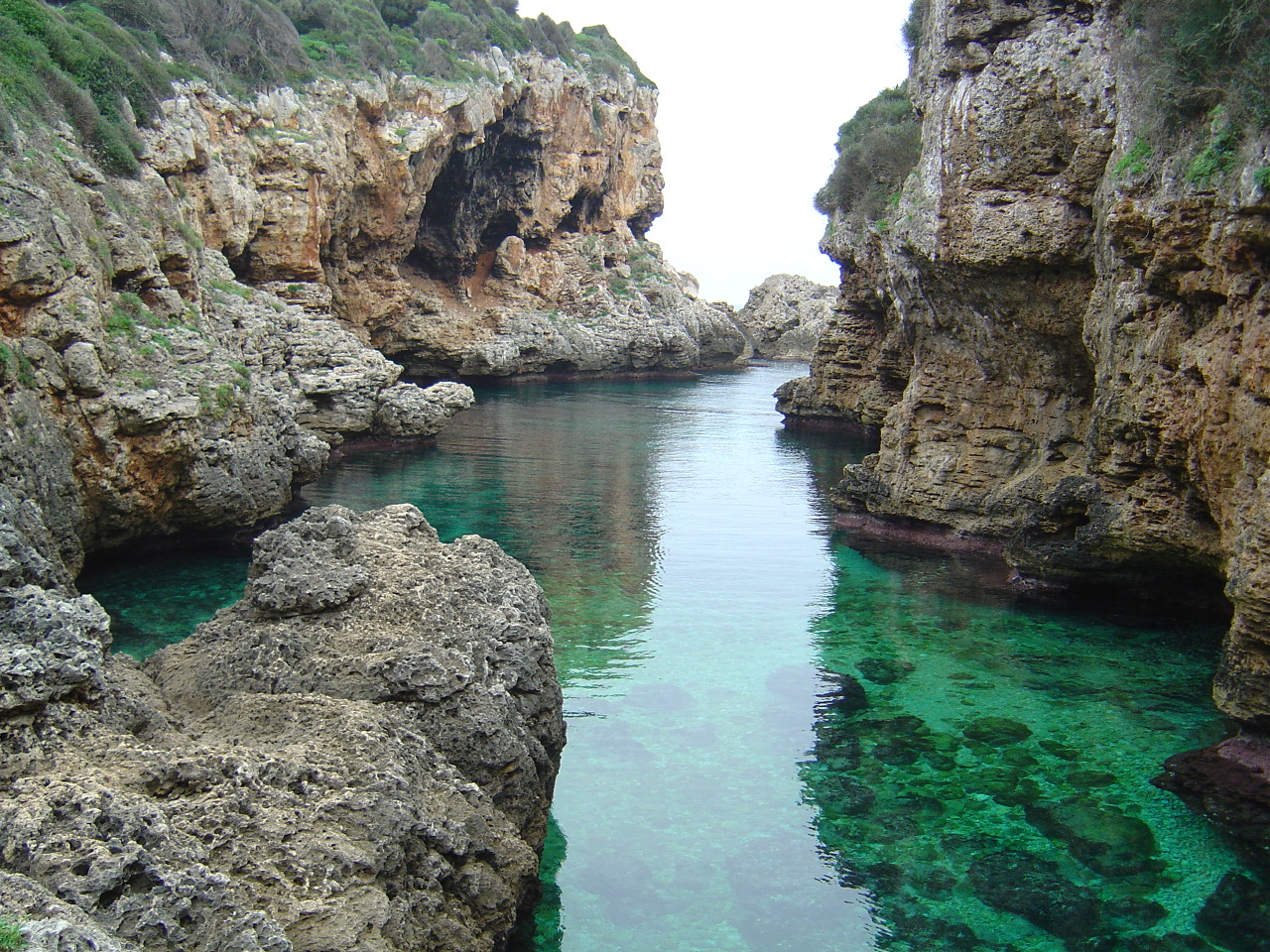
サン・リュイスの入江

サン・リュイスはメノルカ島の東端にあり、地中海沿いには海岸、砂浜の海岸、崖、入江などがある。スペインの東端に位置するメノルカ島でももっとも東側にあることから、プンタ・プリマ海岸はスペインでもっともはやく日の出を迎えるビーチである。メノルカ島の中心都市であるマオー＝マオンの南側にあり、Me-8号線がサン・リュイスとマオー＝マオンを結んでいる。
サン・リュイスの自治体域にはいくつかの集落があり、中心集落は自治体と同名のサン・リュイスである。メノルカ島の中心都市であるマオー＝マオンと比べると静かであるが、メインストリートにある小規模店舗は地元住民や観光客に人気がある。中心集落の北西には1920年代に建設されたサン・リュイス飛行場があり、1850mの滑走路1本を有している。サン・リュイス飛行場はメノルカ島初の民間飛行場だったが、1969年にはメノルカ島の主要空港としてメノルカ空港が開港したため、サン・リュイス飛行場はゼネラル・アビエーションなどのために使用されている。

## 歴史

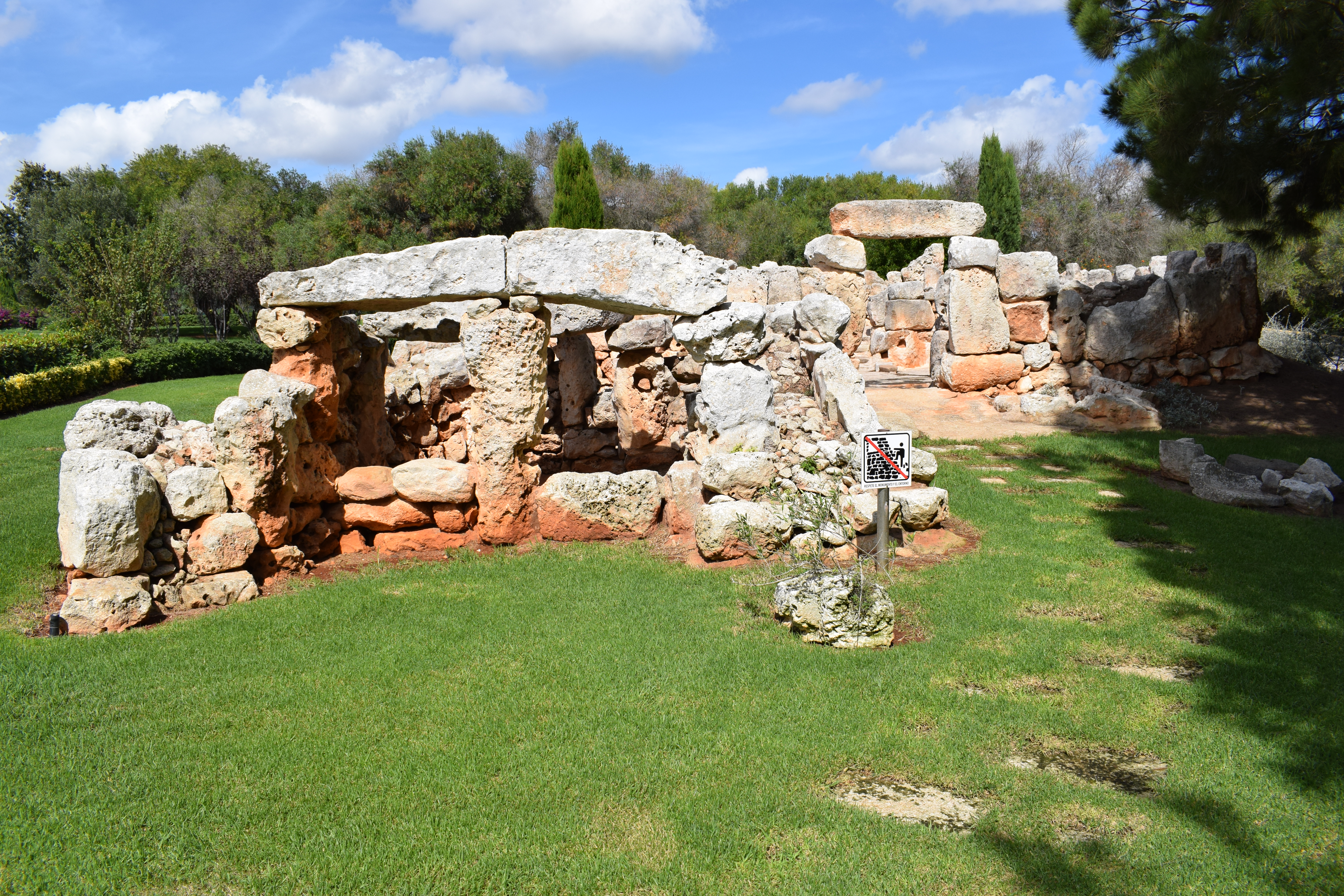
タラヨ文化の遺跡

自治体域には先史時代のタラヨ文化の遺跡がある。サン・リュイスはメノルカ島でもっとも歴史の浅い自治体である。1756年のミノルカ島の海戦後、1761年にフランス人によって中心集落の建設が開始された。道路が格子状にレイアウトされているのはこのためである。町の建設が完成しないまま、1763年のパリ条約でメノルカ島は再びイギリスの統治下に入った。1802年のアミアンの和約でメノルカ島は恒久的にスペイン領となっている。
1920年代にはサン・リュイス飛行場が建設され、1969年までメノルカ島唯一の飛行場だった。1979年にはワイナリーのボデガス・ビニファデットが活動を開始し、通年で観光客に試飲ツアーを提供している。2004年には建築家のリュイス・ビベスが設計した新施設が完成した。

## 文化

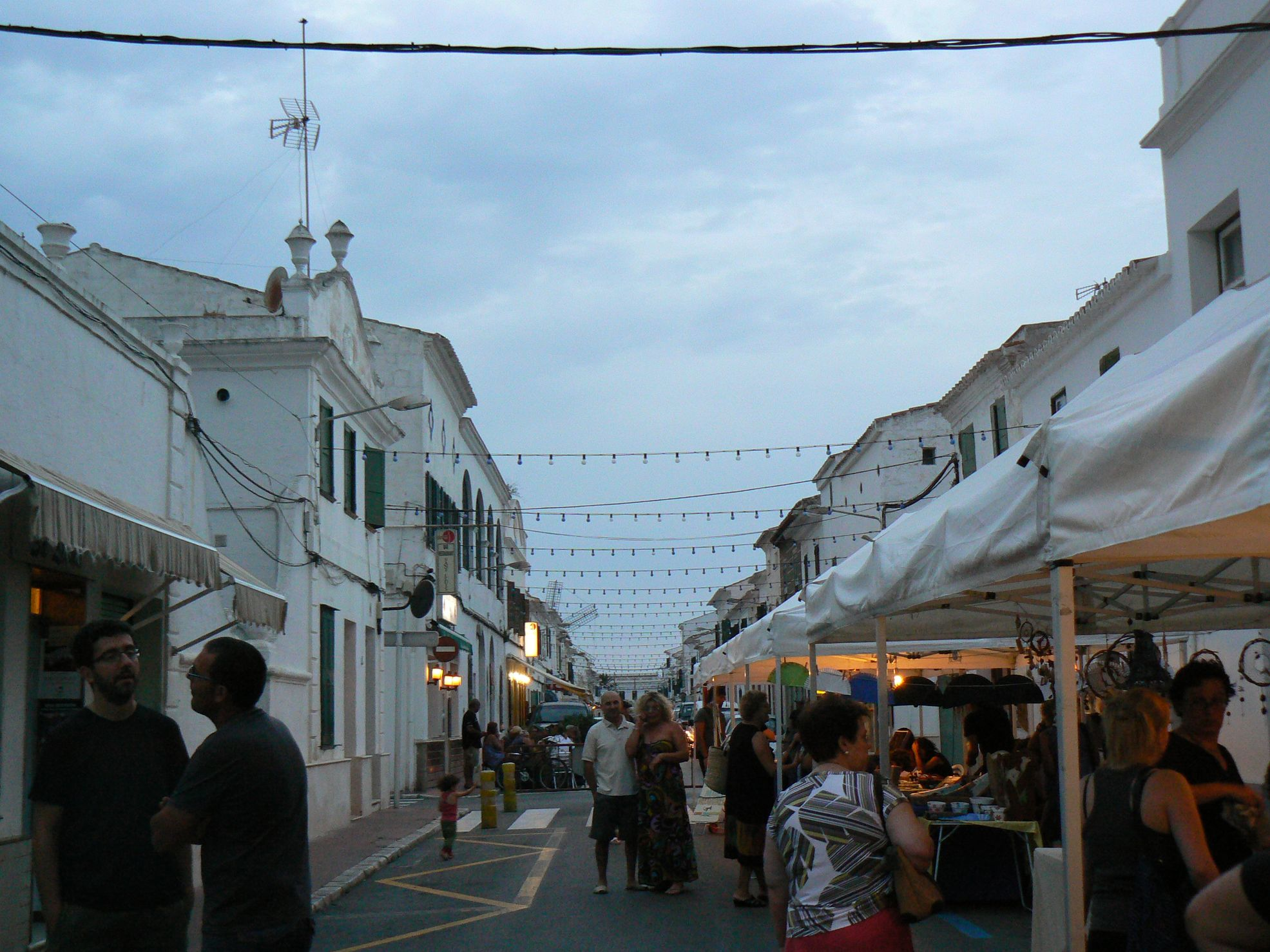
サン・リュイスの市場

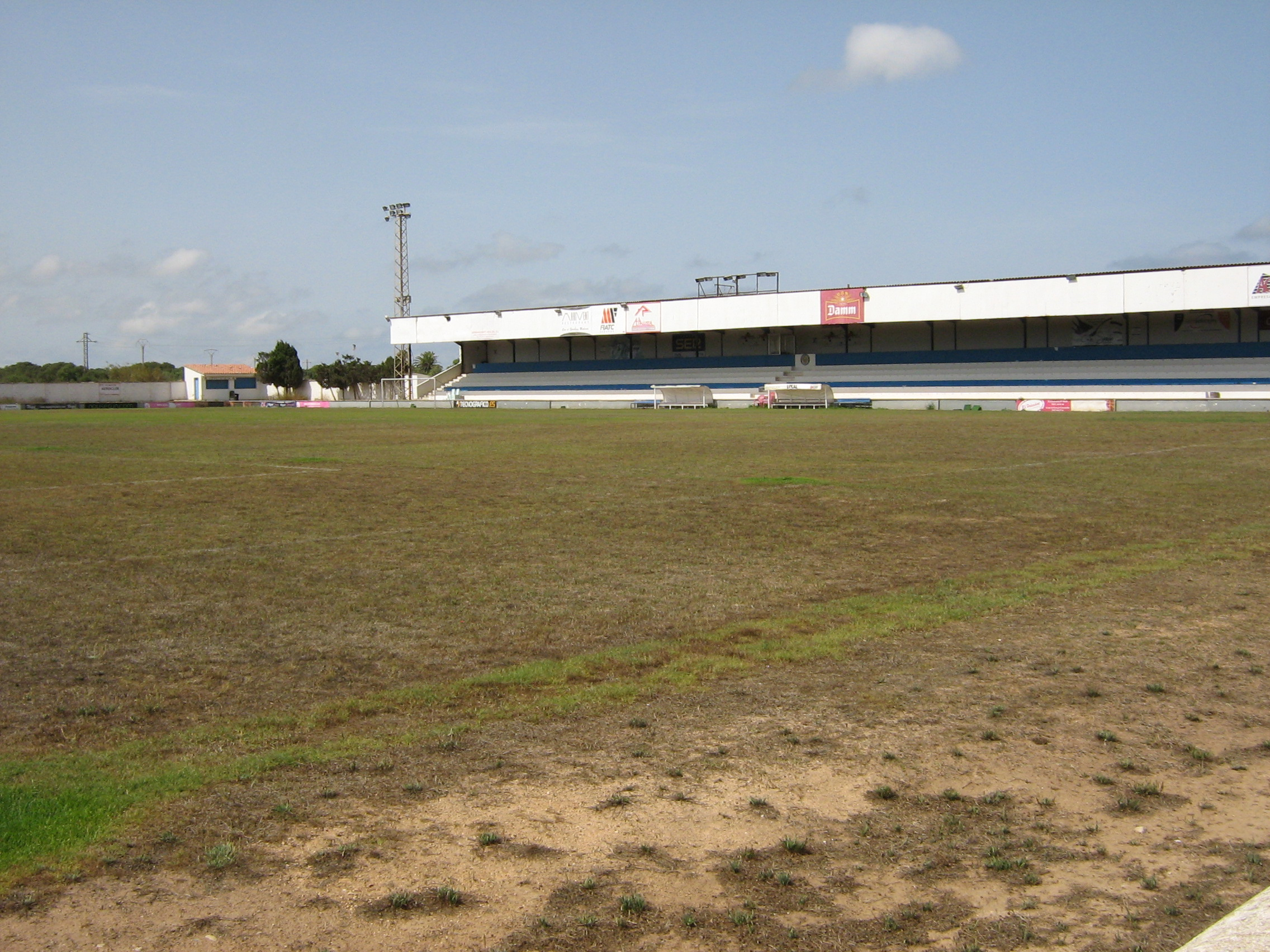
エスタディオ・ビンタウファ

イギリスによる統治時代から200年以上にわたって、メノルカ島では繋駕速歩競走の人気が高く、バレアレス諸島はこの競技が開催されているスペイン唯一の地域である。サン・リュイス飛行場の東側にあるトーレ・デル・ラム競馬場では、夏季は毎週土曜日の午後、冬季は毎週日曜日の午前に繋駕速歩競走が開催される。サッカークラブのCFスポルティング・マオネスは1974年に創設され、競馬場の北東にはそのホームスタジアムであるエスタディオ・ビンタウファがあるが、CFスポルティング・マオネスは2012年に解散した。
スペインの他地域同様に、この地域で生まれ育った住民の大半はスペイン語を話すことができる。さらに、人口の大多数はカタルーニャ語を話すこともでき、メノルカ島ではカタルーニャ語バレアレス諸島方言の亜種であるメノルカ方言が話される。サン・リュイスは外国人にとって人気のバカンス地であり、自治体域南部のリゾートでは年間に数千人の観光客を受け入れる。定年退職したイギリス人の居住者が多いため、自治体域南部にある観光リゾートでは英語もよく使用される。